# Buddleja brasiliensis
Buddleja brasiliensis là một loài thực vật có hoa trong họ Huyền sâm. Loài này được J.Jacq. mô tả khoa học đầu tiên năm 1844.